# Hội Phụ nữ Giải phóng
Hội Liên hiệp Phụ nữ Giải phóng miền Nam Việt Nam thành lập ngày 8 tháng 3 năm 1961. Trong khoảng thời gian từ năm 1961 đến 1966, Hội đã phát động hơn 220.000 cuộc đấu tranh chính trị lớn nhỏ, huy động 25,8 triệu lượt phụ nữ tham gia mít tinh, biểu tình phản đối Hoa Kỳ - Việt Nam Cộng hòa rải chất độc hóa học, càn quét phá ruộng vườn.
Năm 1966, Nguyễn Thị Định là Hội trưởng Hội Liên hiệp Phụ nữ Giải phóng miền Nam Việt Nam.